# Charidotis kudrnai
Charidotis kudrnai – gatunek chrząszcza z rodziny stonkowatych i podrodziny tarczykowatych.

## Taksonomia
Gatunek ten został opisany w 2009 roku przez Lukáša Sekerkę i nazwany na cześć Arnošta Kudrny, specjalisty od trzyszczowatych.

## Opis
Jedyny znany okaz ma półokrągłe ciało długości 4,86 mm. Grzbietowa strona ciała żółta, z wyjątkiem rozmytego, czerwonego pierścienia obejmującego nasadę przedplecza, calli barkowe, 7 i 8 rząd pokryw i kończącego się w 4/5 ich długości. Oczy duże, zajmujące prawie całe boki głowy. Policzki zredukowane. Linie nadustkowe biegną skośnie od nasady ku środkowi płytki nadustka i zbiegają się, formując trójkątne pole sięgające nasadowej ⅓ długości nadustka, po czym biegną jako zwykła bruzdka ku panewkom czułków. Przedplecze półkoliste, najszersze nieco za połową długości, o bokach szeroko zaokrąglonych. Spłaszczone, szerokie brzegi słabo oddzielone od umiarkowanie wypukłego dysku. Dysk przedplecza błyszczący, drobno i rzadko punktowany. Przedpiersie o kołnierzu słabo wgłębionym po bokach, a wyrostku szerokim, silnie rozszerzonym wierzchołkowo. Tarczka trójkątna, gładka. Pokrywy o nasadzie szerszej niż podstawa przedplecza, delikatnie falistej. Kąty barkowe tępe, umiarkowanie wystające. Dysk pokryw prawie regularnie wypukły, gładki, bez wgnieceń i ze słabo zaznaczonym wzgórkiem zatarczkowym. Punkty grube, regularnie rozmieszczone, zmniejszające się stopniowo od szczytu dysku ku bocznym stokom. Międzyrzędy wyraźnie węższe od rzędów tak, że punkty prawie stykają się ze sobą. Spłaszczone brzegi pokryw umiarkowanie szerokie, niepunktowane, o strukturze plastra miodu, silnie zwężające się ku wierzchołkowi. 

## Rozprzestrzenienie
Paragwajski endemit, znany wyłącznie z departamentu Boquerón.